# 2006 JY26
2006 JY26 est un petit astéroïde Apollon sur une orbite en fer à cheval par rapport à la Terre, comme (3753) Cruithne.

## Découverte, orbite et propriétés physiques
2006 JY26 a été découvert par Eric J. Christensen le 6 mai 2006 dans le cadre du Catalina Sky Survey. Son orbite est caractérisée par une faible excentricité (0,083), une faible inclinaison (1,44 °) et un demi-grand axe de 1,01 unité astronomique. Lors de sa découverte, il a été classé comme astéroïde Apollon par le Centre des planètes mineures. L'orbite est basée sur 76 observations couvrant un arc de 4 jours. 2006 JY26 a une magnitude absolue de 28,4, ce qui donne un diamètre caractéristique d’environ 9 mètres. 

### Risque d'impact
Il est répertorié sur la Table des risques Sentry avec une probabilité d'impact sur la Terre de 1 sur 140 le 3 mai 2074,. L’orbite nominale avec le meilleur ajustement indique que 2006 JY26 sera à une distance de 0,006 ua (900 000 km) de la Terre le 3 mai 2074. Un impact de cet objet serait moins grave que le superbolide de Tcheliabinsk. 

## Compagnon de la Terre sur une orbite en fer à cheval et évolution orbitale
Des calculs récents indiquent qu'il suit une orbite en fer à cheval par rapport à la Terre. Il a eu une rencontre rapprochée avec la Terre le 10 mai 2006 à 0,029 ua (430 000 km). Son évolution orbitale est très chaotique et son orbite difficile à prévoir au-delà de quelques centaines d'années. Son orbite correspond aux propriétés attendues de celle d'un objet de la classe des astéroïdes Arjuna. 

## Origine
Il pourrait provenir de la région de Vénus-Terre-Mars ou de la ceinture principale d'astéroïdes, comme d'autres objets proches de la Terre, puis serait passé dans la classe des astéroïdes Amor avant d'entrer dans la région co-orbitale de la Terre. 